# Franziskanerkloster Prenzlau

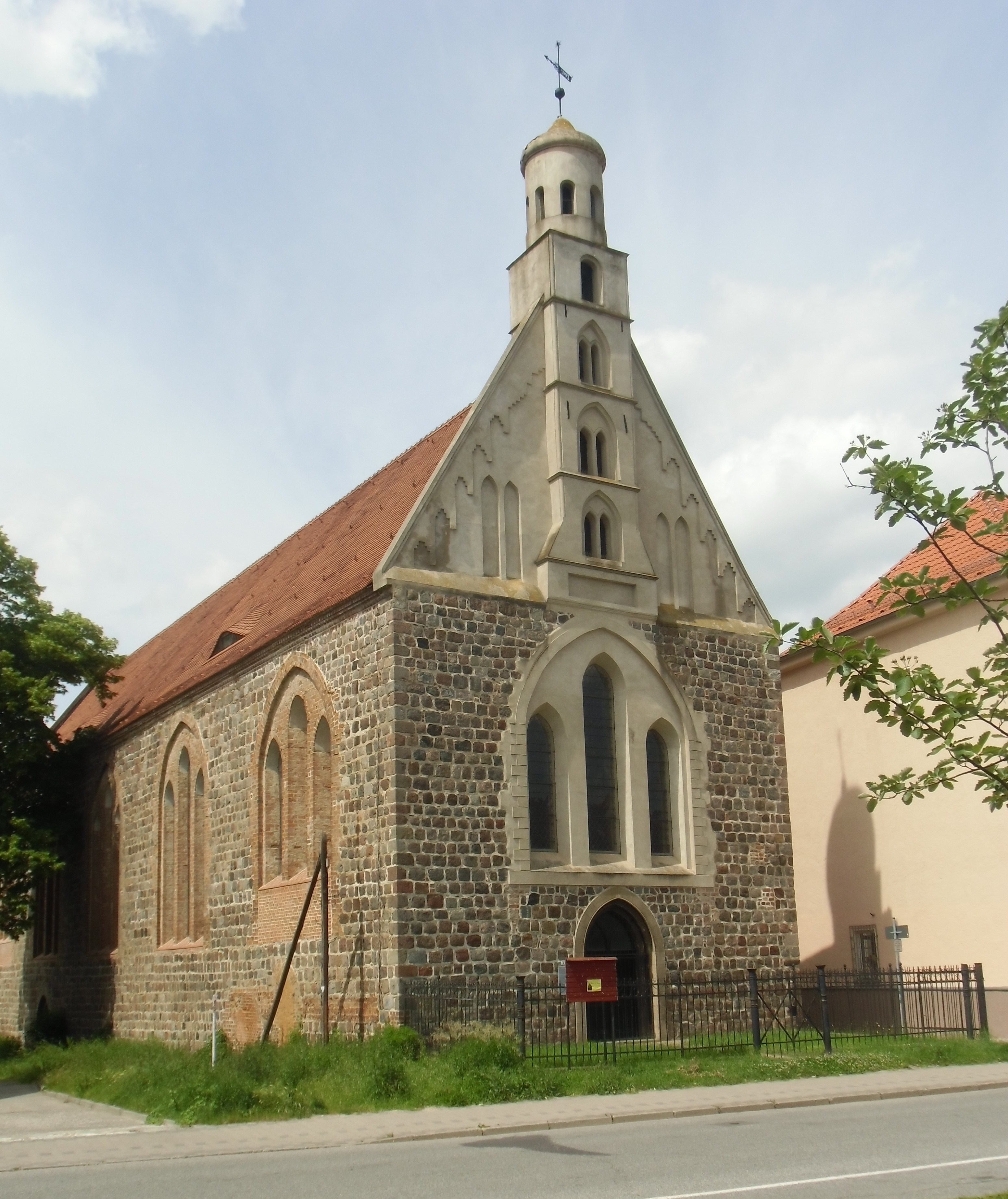
Ehemalige Klosterkirche der Franziskaner in Prenzlau

Das Franziskanerkloster in Prenzlau war ein Kloster der Franziskaner (auch „Barfüßer“ oder fratres minores „Minderbrüder“ genannt) in der Stadt Prenzlau und bestand von der Mitte des 13. bis zur Mitte des 16. Jahrhunderts. Erhalten ist nur die ehemalige Klosterkirche in der Klosterstraße, die als Nr. 09130113 in die Liste der Denkmale in Brandenburg eingetragen ist.

## Geschichte
Der 1210 gegründete Franziskanerorden breitete sich im 13. Jahrhundert in Deutschland schnell bis zur Ostsee aus und bevorzugte für seine Niederlassungen die Städte. Um 1250 wurden Klöster in Berlin und Stettin gegründet. Um diese Zeit ließen sich die Franziskaner auch in Prenzlau nieder, das 1234 die Stadtrechte erhalten hatte. Die Klosterkirche wurde spätestens 1253 fertiggestellt, da in diesem Jahr Bischof Wilhelm von Cammin dort bestattet wurde. Sie ist eine schlichte Bettelordenskirche ohne Turm und war dem heiligen Johannes dem Täufer geweiht; in der zweiten Hälfte des 14. Jahrhunderts wurde ein Gewölbe eingebaut. Die Klostergebäude lagen nördlich der Kirche an der Stadtmauer. Wegen der Farbe des Habits der Brüder wurde es „Graues Kloster“ genannt. Es gehörte zur Kustodie Stettin der Sächsischen Franziskanerprovinz und lag im Bistum Cammin.
Das Kloster hatte im 15. Jahrhundert eine beachtliche Bibliothek mit Schwerpunkt auf der Philosophie und war ein Studienkloster zur Ausbildung der Kleriker der Kustodie Stettin. Wiederholt erhielt es finanzielle Zuwendungen aus der Bürgerschaft, die es mit päpstlicher Dispens bis 1509 auch annehmen durfte. In den Auseinandersetzungen um die Armutsfrage im Franziskanerorden in dieser Zeit nahmen die Prenzlauer Franziskaner eine gemäßigte Position ein und wurden daher 1518 von der Ordensleitung in Rom der neugegründeten Sächsischen Ordensprovinz vom hl. Johannes dem Täufer zugeordnet, die Konvente mit einer weniger strengen Auslegung der Ordensregeln umfasste. Diese Ordensprovinz ging jedoch infolge der Reformation bereits 1540 unter.
Nach Prenzlau kam die Reformation 1543. Das Franziskanerkloster wurde aufgehoben und von Kurfürst Joachim 1544 zunächst an Zacharias von Grünberg, den Statthalter zu Küstrin, als Ritterlehen vergeben, auf den andere Besitzer folgten. Die Glocke der Franziskanerkirche erhielt die Stadt Prenzlau als Beitrag zum Guss einer größeren Glocke für die Marienkirche.
1581 erwarb das Adelsgeschlecht von Arnim Kirche und Klostergebäude. Bernd von Arnim, Hauptmann zu Gramzow und Chorin, ließ die Kirche reparieren – die eine „Teuffels moerdergraube gewesen“ sei, in der die Grauen Mönche „Abgoettereige“ getrieben hätten – und 1598 für den lutherischen Gottesdienst umbauen. Die Kirche wurde „zu Gottes Ehren und der Christenheit zum Besten“ eingeweiht und erhielt von Bernd von Arnim jetzt den Namen Dreifaltigkeitskirche; calvinische Lehren waren ausdrücklich verboten. Seit 1694 wurde die Kirche von der vereinigten (deutsch-französischen) Gemeinde genutzt, bis sie wegen Baufälligkeit 1774 aufgegeben werden musste. Erst 1846/1865 war sie wieder so weit wiederhergestellt bzw. umgebaut, dass die reformierte Kirche sie wieder benutzen konnte. Die Konventsgebäude wurden 1735 durch Graf Münchow abgerissen. Prinz Friedrich Wilhelm von Braunschweig-Oels baute dort ein Schloss, das später als Stadtschule diente. Auf dem Klosterfriedhof wurde 1833 eine Schule gebaut, und der Klostergarten („Mönchsgarten“) wurde zu Bürgergärten.

## Architektur
Die Franziskanerklosterkirche ist ein fünfjochiger Feldsteinsaal mit Kreuzgewölben und einem kleinen Glockenturm über dem Ostgiebel aus der Mitte des 13. Jahrhunderts. Sie wird von Lanzettfenstern in Dreiergruppen in Spitzbogenblenden erhellt. Ein spitzbogiges gestuftes Portal im zweiten Joch von Westen auf der Südseite diente ursprünglich als Hauptzugang. Im Ostjoch sind auf der Südseite Spuren der Sakristei erkennbar.
Im Innern bilden leicht gebuste Kreuzgewölbe auf halbrunden Vorlagen und Konsolen den Abschluss. Die Dreifenstergruppen liegen in flachen Blenden; der Chor ist durch eine gestufte Blende mit eingelegtem Rundstab an der Ostwand hervorgehoben. Bei einer Restaurierung in den Jahren 1846–1865 wurde im Ostjoch ein Eingangsraum mit darüberliegender Empore eingerichtet und im Westjoch eine Sakristei abgetrennt. Die neugotische Ausstattung der Kirche wurde bis auf die Sandsteinkanzel mit Schalldeckel zerstört.
Die Klostergebäude wurden 1735 abgetragen und sind nur noch in Spuren an der Nordwand der Kirche zu erkennen. Nach Einsturz des Daches der Kirche 1991 wurde sie ab 1993 restauriert.